# Maratona aquática no Campeonato Mundial de Esportes Aquáticos de 2019 - 25 km masculino
Os 25 km da maratona aquática masculina é um dos eventos do Campeonato Mundial de Esportes Aquáticos de 2019 que foi realizado no dia 19 de julho de 2019, em Gwangju, na Coreia do Sul. 

## Medalhistas
| Ouro               | Prata                | Bronze                   |
| Axel Reymond (FRA) | Kirill Belyaev (RUS) | Alessio Occhipinti (ITA) |

## Resultados
A prova foi realizada no dia 19 de julho às 08:00. 
| Pos.              | Nadador              | Nacionalidade      | Tempo     |
| ----------------- | -------------------- | ------------------ | --------- |
| Medalha de ouro   | Axel Reymond         | França             | 4:51:06.2 |
| Medalha de prata  | Kirill Belyaev       | Rússia             | 4:51:06.5 |
| Medalha de bronze | Alessio Occhipinti   | Itália             | 4:51:09.5 |
| 4                 | Simone Ruffini       | Itália             | 4:51:14.9 |
| 5                 | Kai Edwards          | Austrália          | 4:51:17.2 |
| 6                 | Evgeny Drattsev      | Rússia             | 4:51:19.6 |
| 7                 | Alberto Martínez     | Espanha            | 4:51:44.1 |
| 8                 | Andreas Waschburger  | Alemanha           | 4:52:26.3 |
| 9                 | Sören Meißner        | Alemanha           | 4:52:52.9 |
| 10                | Gergely Gyurta       | Hungria            | 4:52:57.5 |
| 11                | Matěj Kozubek        | Chéquia            | 4:54:27.5 |
| 12                | Yuval Safra          | Israel             | 4:54:38.7 |
| 13                | Evgenij Pop Acev     | Macedônia do Norte | 4:54:39.9 |
| 14                | David Heron          | Estados Unidos     | 4:55:11.8 |
| 15                | Brennan Gravley      | Estados Unidos     | 4:57:17.5 |
| 16                | Vitaliy Khudyakov    | Cazaquistão        | 4:58:33.0 |
| 17                | Daniel Delgadillo    | México             | 5:02:41.6 |
| 18                | Bailey Armstrong     | Austrália          | 5:04:10.7 |
| 19                | Lu Mingyu            | China              | 5:15:20.6 |
| 20                | Wang Ruoyu           | China              | 5:15:29.3 |
| 21                | Lev Cherepanov       | Cazaquistão        | 5:22:47.4 |
| 22                | Maximiliano Paccot   | Uruguai            | 5:41:44.7 |
| 23                | Marc-Antoine Olivier | França             | DNF       |
| 23                | Kristóf Rasovszky    | Hungria            | DNF       |